# American Chess Bulletin
L'American Chess Bulletin è stato un periodico di scacchi edito negli Stati Uniti dal 1904 al 1963.
Fondato nel 1904 da Hermann Helms, era edito mensilmente da novembre ad aprile e ogni due mesi da maggio ad ottobre. Hermann Helms ne fu direttore fino alla morte nel 1963, dopodiché la rivista cessò le pubblicazioni.
Il primo fascicolo conteneva un ampio resoconto del torneo di Cambridge Springs 1904, vinto da Frank Marshall, con tutte le partite. Oltre alle notizie scacchistiche di tutto il mondo, la rivista riportava dati sull'attività di varie organizzazioni scacchistiche statunitensi, che poi si unirono per dar vita alla United States Chess Federation.
La rivista organizzò il primo tour di simultanee di Capablanca negli Stati Uniti (gennaio-marzo 1909).